# 金河 (作家)
金河（1943年—），原名徐鸿章，男，内蒙古敖汉旗人，中国作家，曾任中国作家协会理事，辽宁省作家协会主席。